# Phare de Mar Chiquita
Le phare de Mar Chiquita (en espagnol : Faro Mar Chiquita) est un phare actif situé à 30 km de la ville de Mar del Plata (Partido de General Pueyrredón), dans la Province de Buenos Aires en Argentine. Il est géré par le Servicio de Hidrografía Naval (SHN) de la marine .

## Histoire
Un premier phare a été mis en service le 15 avril 1932, proche de la laguna de Mar Chiquita,  pour remplacer une balise de 1915. En 1969, la tour a été remplacée par une autre, érigée à 20 mètres du précédent. C'était une structure ouverte quadrangulaire en béton avec une plate-forme supérieure supportant la lanterne lumineuse.
Depuis 2008, elle a été remplacée par une tour métallique à claire-voie. Ce phare est alimenté à l'électricité.

## Description
Ce phare  est une tour métallique à base triangulaire sur un socle en béton, avec une plateforme et une lanterne de 19 m de haut. La tour est peinte de plusieurs bandes horizontales jaunes et noires. Il émet, à une hauteur focale de 21 m, deux éclats blancs par période de 15 secondes. Sa portée est de 14.7 milles nautiques (environ 28 km).
Identifiant : ARLHS : ARG-044 - Amirauté : G0912 - NGA : 110-19430 .

### Lien connexe
- Liste des phares d'Argentine